# Lürssen
 (août 2016).
Si vous disposez d'ouvrages ou d'articles de référence ou si vous connaissez des sites web de qualité traitant du thème abordé ici, merci de compléter l'article en donnant les références utiles à sa vérifiabilité et en les liant à la section « Notes et références ».
Fr. Lürssen Werft GmbH & Co. KG est une entreprise de construction navale située à Brême dans le nord de l'Allemagne.
Elle construit des navires de guerre, mais s'est aussi spécialisée dans la production de yachts de luxe.
L'entreprise a notamment construit le Pelorus (115 m) de Roman Abramovitch, l'Octopus (126 m) de Paul Allen, le Rising Sun (138 m) de Lawrence Ellison (revendu à David Geffen), le Dilbar d'Alicher Ousmanov et l'Azzam (180 m) du Cheikh Khalifa ben Zayed Al Nahyane d'Abu Dhabi.

## Histoire

### Les débuts
En 1875, un jeune garçon de 24 ans, nommé Friedrich Lürssen, décide d'ouvrir un chantier naval à Aumund, à côté de Brême. Son premier bateau montre déjà les éléments pour lesquels Lürssen va devenir fameux : l'originalité et la qualité du plus haut niveau. Onze ans plus tard, à 1886, Lürssen sort le premier bateau à moteur du monde. Le REMS, qui fait 6 mètres de long, est propulsé par un moteur de la marque Daimler.
1907 : Otto Lürssen, le fils unique de Friedrich Lürssen, décide de devenir associé dans l'entreprise familiale, et ainsi partager sa connaissance pratique et théorique avec l´entreprise. Otto, ingénieur dans la construction navale, se met à expérimenter avec des nouvelles techniques. Cette approche, est après toutes ces années encore l'essence de l'esprit de Lürssen. Trois ans plus tard, en 1911, le bateau de course Lürssen-Daimler gagne le championnat du monde non-officiel à Monaco. La même année, ce bateau gagnera aussi le prix de la Côte d´Azur, et le Grand Prix des Nations.
En 1917, un an après la mort de Friedrich Lürssen, l'armée allemande commence à utiliser des bateaux télécommandés pour attaquer des navires lourdement armés ou pour entrer dans des ports occupés par l'ennemi. Ces bateaux sont construits par Lürssen.
En 1925, Lürssen finit son 10000e bateau : un yacht entièrement en bois de 14 mètres de long. La même année, Lürssen célèbre aussi son 50e anniversaire. Deux ans plus tard, en 1927, Lürssen sort le navire de chasse le plus rapide du monde : Oheka II. Il est propulsé par 3 moteurs de la marque Maybach, qui lui permettent d'aller à une vitesse maximale de 34 nœuds. Quelques mois après, toujours la même année, ils sortent aussi le yacht le plus long et le plus lourd jamais construit : le AAR IV qui fait 36 mètres de long et pèse 130 tonnes.
1932 : Otto Lürssen meurt à l'âge de 52 ans. Sa femme Frieda reprend la tète de l'entreprise. En 1938, Gert Lürssen fait son entrée dans l'entreprise familiale.

### Un nouveau départ
1948 : En temps de guerre le commerce est difficile, aussi pour Lürssen. Gert et son frère Fritz-Otto décident alors de partager les actions de l'entreprise, qu´ils tiennent maintenant avec leur mère Frieda.
Dans la période après-guerre, Lürssen établit une nouvelle norme en termes de bateaux de patrouilles. Ces bateaux, nommés les Jaguars, sont, avec leur longueur de 42 mètres, beaucoup plus longs que leurs prédécesseurs construits pendant la Seconde Guerre mondiale. Les Jaguars deviennent la norme pour les bateaux de patrouille de la future marine fédérale.
En 1971, le yacht Carinthia VI (71 mètres de long) est livré. Ce yacht est considéré le prédécesseur des yachts Lürssen d'aujourd'hui.
En 1981, Otto-Fritz Lürssen meurt. Deux ans après, en 1983, son frère Gert décide de quitter l´entreprise, et de passer le relais de Lürssen à son fils, Friedrich.
En 1985, la production est déménagée de Brème-Vegesack à Lemwerder. Deux ans plus tard, Peter Lürssen fait son entrée dans l'entreprise. Peter est ingénieur industriel ainsi que ingénieur dans la construction navale. Il a aussi fait des études en business management aux États-Unis. Peter a assez de connaissance et d´expérience du yachting pour prendre le relais de l´entreprise. Pendant cette année, Lürssen décide d'acheter le chantier Kröger Werft, près du canal de Kiel. Ce chantier est spécialisé dans la construction des yachts entre 60 et 90 mètres de long.
En 1988, l'entreprise décide d'ouvrir un nouveau département. Jusqu'à aujourd'hui, 90 % de la capacité de l´entreprise est dirigé vers la construction des navires de la marine, mais Lürssen veut spécialiser une partie de l´entreprise à la construction de yachts de luxe. Le yacht Be Mine est le premier à être construit sous ce nouveau département. Il est livré en 1991 et gagne en même temps le prestigieux International Superyacht Society Design Award, et le Superyacht of the Year Award.
1997 : Le yacht Limitless de 97 mètres de long est livré.
2000 : 125 ans de Lürssen.
En 2002, 30 ans après la naissance de Carinthia VI, son successeur est arrivé, le yacht Carinthia VII de 97 mètres de long. Pelorus, un mégayacht de 115 mètres, dessiné par Tim Heywood, retrouve la lumière du jour en 2003.

### Lürssen aujourd'hui
2012 : La présentation du yacht Topaz de 147,5 m de long, dessiné par Tim Heywood.
2013 : Achat du chantier Peene Werft, et livraison de Azzam, avec ses 180 m, le yacht le plus long du monde à l'époque.
2015 : 140 ans de Lürssen.

## Les chantiers
Lürssen dispose de huit chantiers, tous situés en Allemagne.

### Vegesack
Lürssen Vegesack est le cœur de l´entreprise depuis 1918. La direction, les manageurs des projets, et l'administration sont localisés là-bas. Vegesack est également le siège de la branche Lürssen Logistics.

### Lemwerder

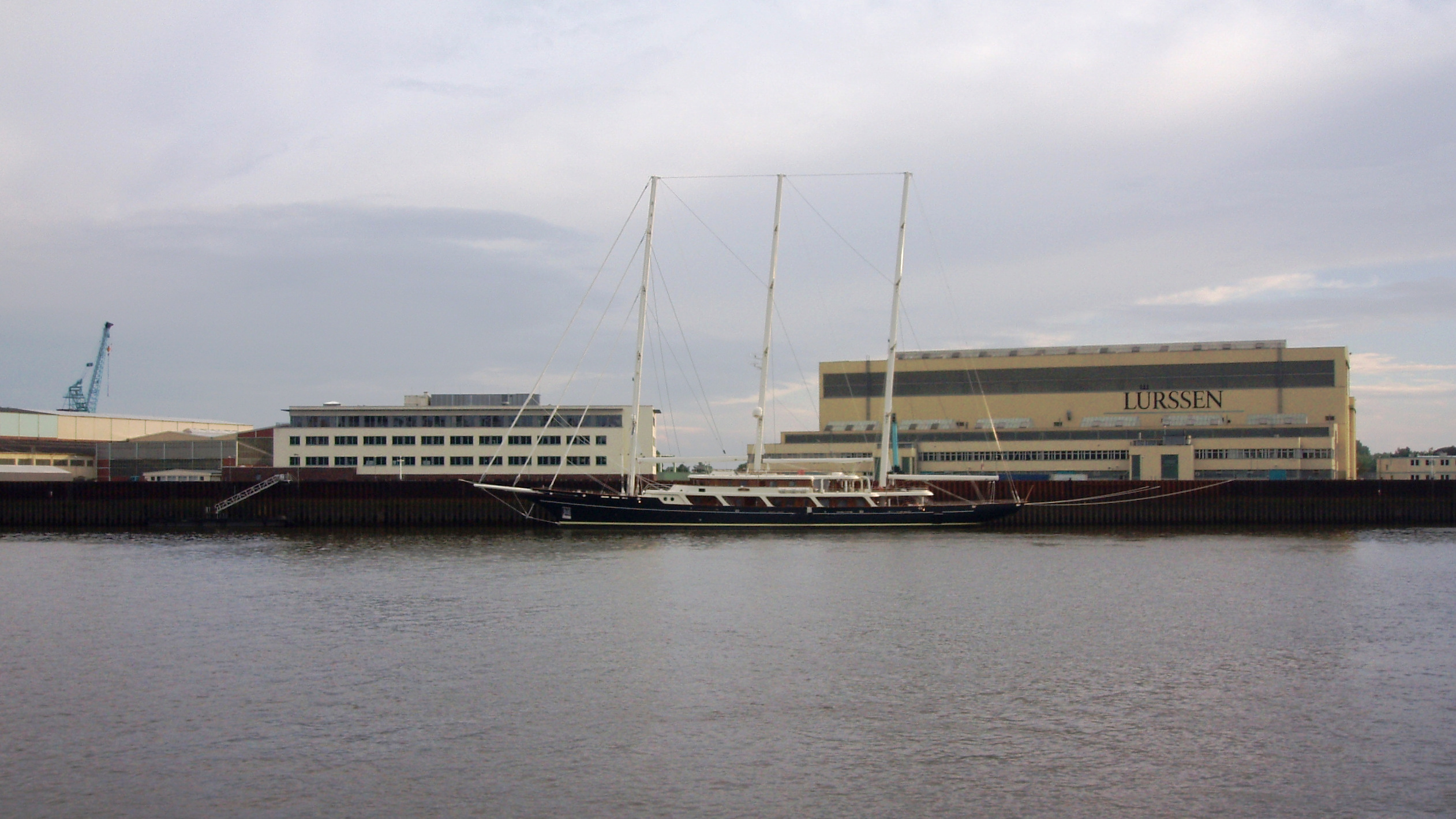
Atelier à Lemwerder

Lemwerder est utilisé pour la construction des navires depuis 1935. Avec une superficie totale de 127 000 m2, le chantier peut réaliser toutes les étapes de la construction. Le dépôt le plus important de Lürssen se retrouve également à Lemwerder, ainsi que le département "Refit et Repair".
Le Chantier Lürssen Lemwerder se consacre à la construction des yachts entre 80 et 110 mètres de long.

### Aumund
En 1997, le groupe Lürssen achète le constructeur naval "Bremer Vulkan Marineschiffbau", et ajoute un quai flottant de 220 m de long à la cale sèche déjà existante de 170 m. Grâce à ces changements, Lürssen Aumund peut accueillir les plus grands yachts.

### Rendsburg
Le chantier Lürssen-Kröger près de Rendsburg, est en possession du groupe depuis 1987. Ce chantier, situé sur le canal de Kiel, qui débouche dans la mer du Nord et la mer Baltique, est utilisé pour la construction des yachts entre 60 et 90 mètres et pour l'entretien, la réparation, et la mise en forme des navires de la marine.

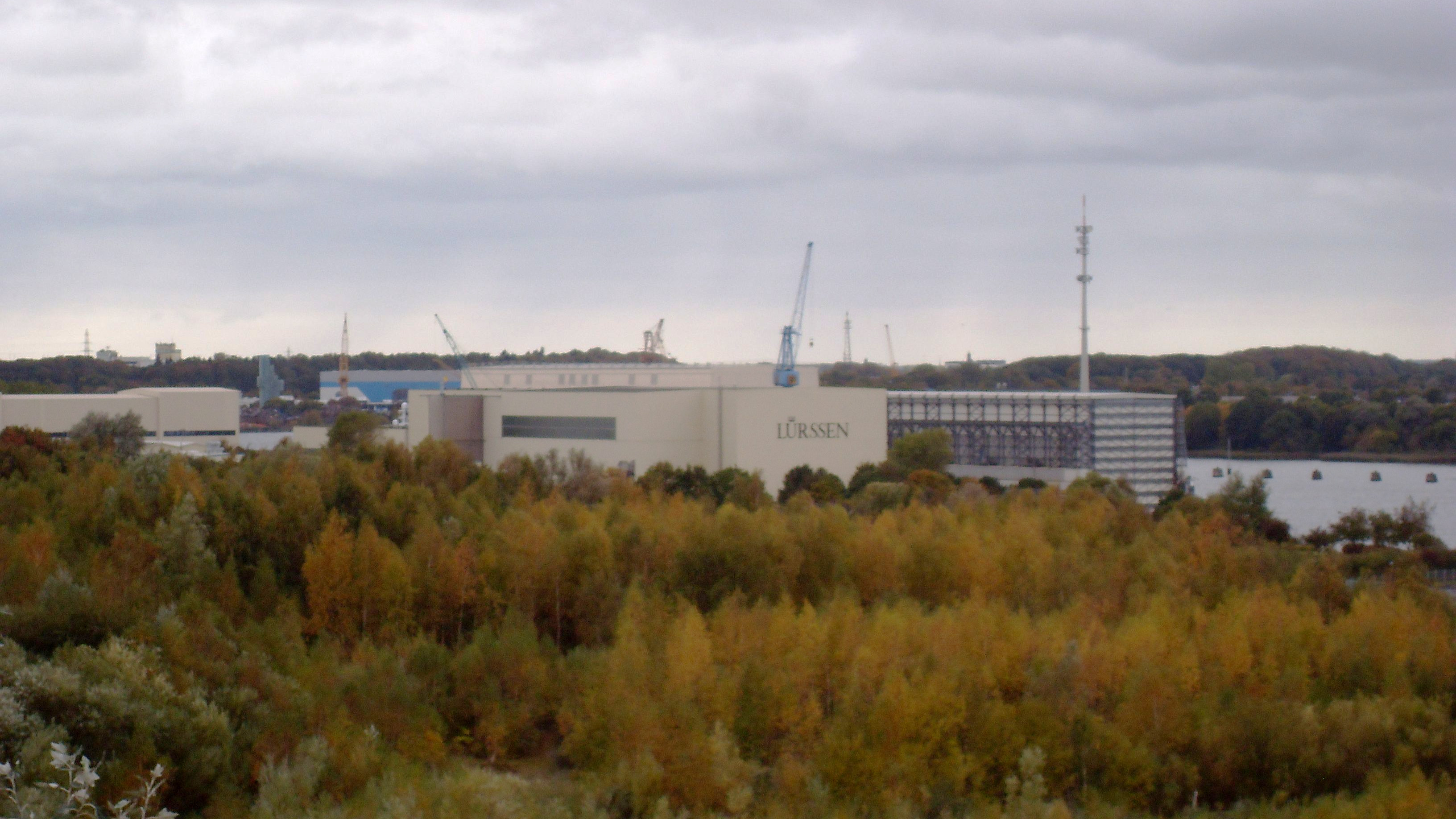
Atelier à Schacht-Audorf (Rendsburg)

### Wilhelmshaven
Concentré sur l´expansion, Lürssen a acheté le chantier "Neue Jadewerft" en 2006. Le but de ce chantier situé à Wilhelmshaven est l'entretien et l'altération des yachts et d'autres navires avec une longueur jusqu'à 150 m. Parmi ses clients se retrouve l'armée allemande.

### Berne
Le chantier de Berne se retrouve près de Lemwerder. Le chantier couvre 400 000 m2 et dispose de bâtiments de production et d'assemblage ultramodernes. Ils ont à leur disposition une cale sèche ainsi qu'un ascenseur qui peut soulever des navires jusqu'à 150 mètres de long.
Le chantier Berne est spécialisé dans la réparation, l'entretien, et la mise en forme des yachts et des navires de la marine.

### Hamburg
Hamburg Norderwerft est ajouté à la liste des chantiers le premier octobre 2012. Encore une fois, l'objectif principal est la restauration et la transformation de navires réguliers, mais aussi l'entretien des navires de guerre. Le site dispose de 3 cales avec une capacité de levage de 12 500 tonnes, trois jetées d'une longueur de 450 mètres et une grue avec une capacité de 90 tonnes.

### Wolgast
Le chantier Peene-Werft est acheté par Lürssen en 2013. Ce chantier se concentre sur la construction et réparation des navires spéciaux et de la marine. Le chantier a une superficie totale de pas moins de 253 570 m2. Une salle chauffée de 46 500 m2, une cale sèche équipé d'une grue d'une longueur de 175 m, un ascenseur pour des navires jusqu'à 110 m de long et un quai de 950 m de long font aussi partie du chantier.

## Navires De Guerre
Les navires de guerre construits par Lürssen comprennent :
- plusieurs Schnellboot (S-Boot) au cours de la Seconde Guerre mondiale, sur la base de la conception de Lürssen pour le yacht privé d'Otto Hermann Kahn, l'Oheka II ;
- plusieurs Räumboot (R-Boot) au cours de la Seconde Guerre mondiale, dont le premier dragueur de mines (1929) équipé d'un Propulseur Voith Schneider (R8) ;
- des vedettes rapides d'attaque classe Jaguar ;
- des vedettes rapides d'attaque classe Seeadler ;
- des vedettes rapides d'attaque classe Zobel ;
- des vedettes rapides d'attaque classe Intrepida ;
- des vedettes rapides d'attaque classe Tiger ;
- des chasseurs de mines classe Frankenthal ;
- des vedettes rapides d'attaque classe Kılıç.

Lürssen est actuellement également impliqué dans la construction de corvettes de classe Braunschweig et fait partie de la coentreprise ARGE F125 pour la conception de la classe de frégate F125 (ou classe Baden-Württemberg).

## Principales réalisations
Yachts d'une longueur supérieure à 80 mètres
| - Azzam (180 m, 2013) - Dilbar (156 m, 2016) - Al Saïd (155 m, 2007) - A+ (147 m, 2012), ex-Topaz - Al Salamah (142 m, 1999) - Rising Sun (138 m, 2004) |  | - Octopus (126 m, 2003) - Katara (124 m, 2010) - Pelorus (115 m, 2003) - Radiant (110 m, 2009) - Al Raya (110 m, 2008) ex-Dilbar, ex-Ona - Quantum Blue (104 m, 2014) |  | - Carinthia VII (97 m, 2002) - Limitless (96 m, 1997) - Whisper (en) (95 m, 2014) - Eos (93 m, 2006) - Lady Lara (91 m, 2015) - Ice (90 m, 2005) |  | - Quattroelle (88 m, 2013) - Ace (87 m, 2012) - Phoenix 2 (87 m, 2010) - Solandge (87 m, 2013) - Valerie (85 m, 2011) - Pacific (85 m, 2010) |

## Galerie photo
Yachts privés

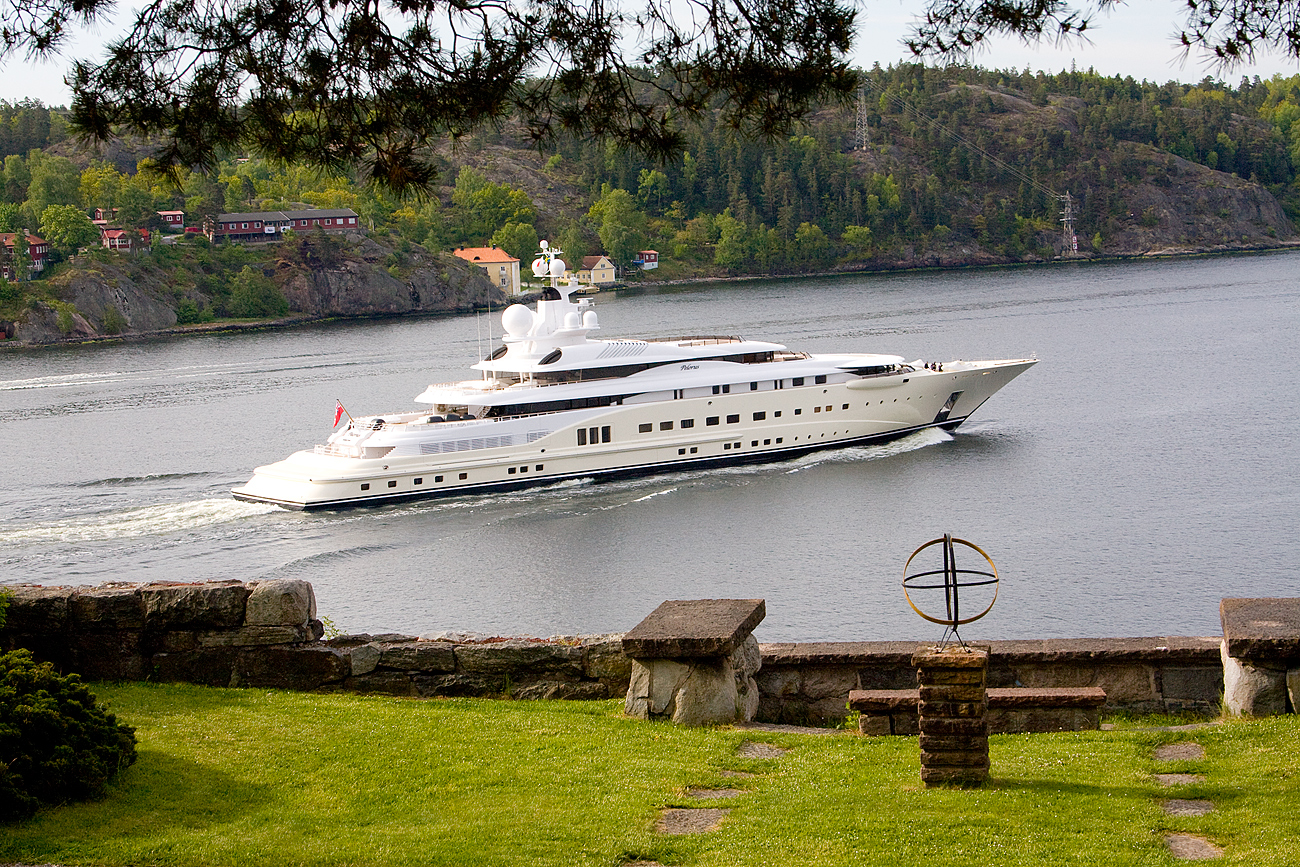
Le célèbre Pelorus (115 m)
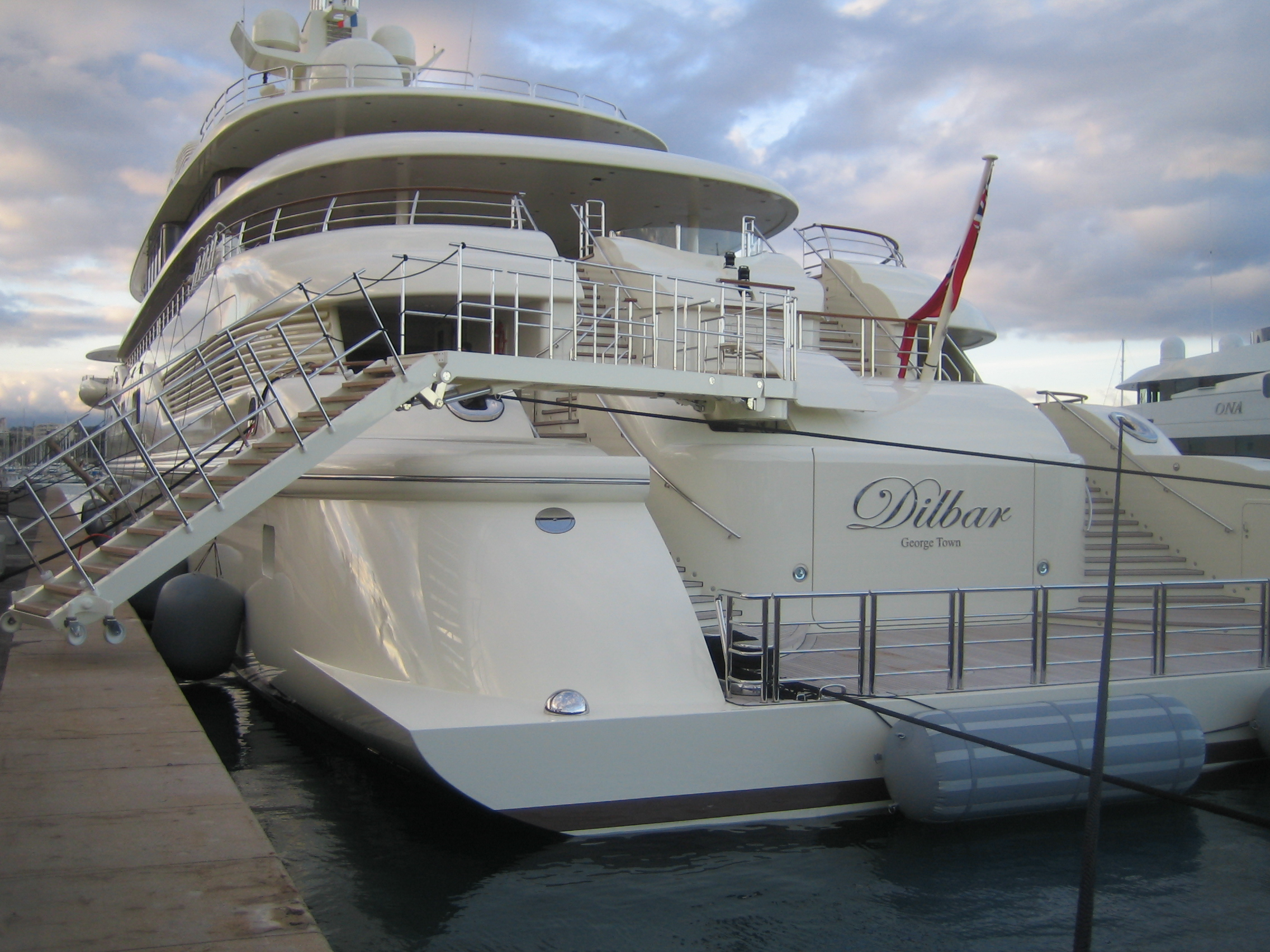
Al Raya (ex Dilbar)
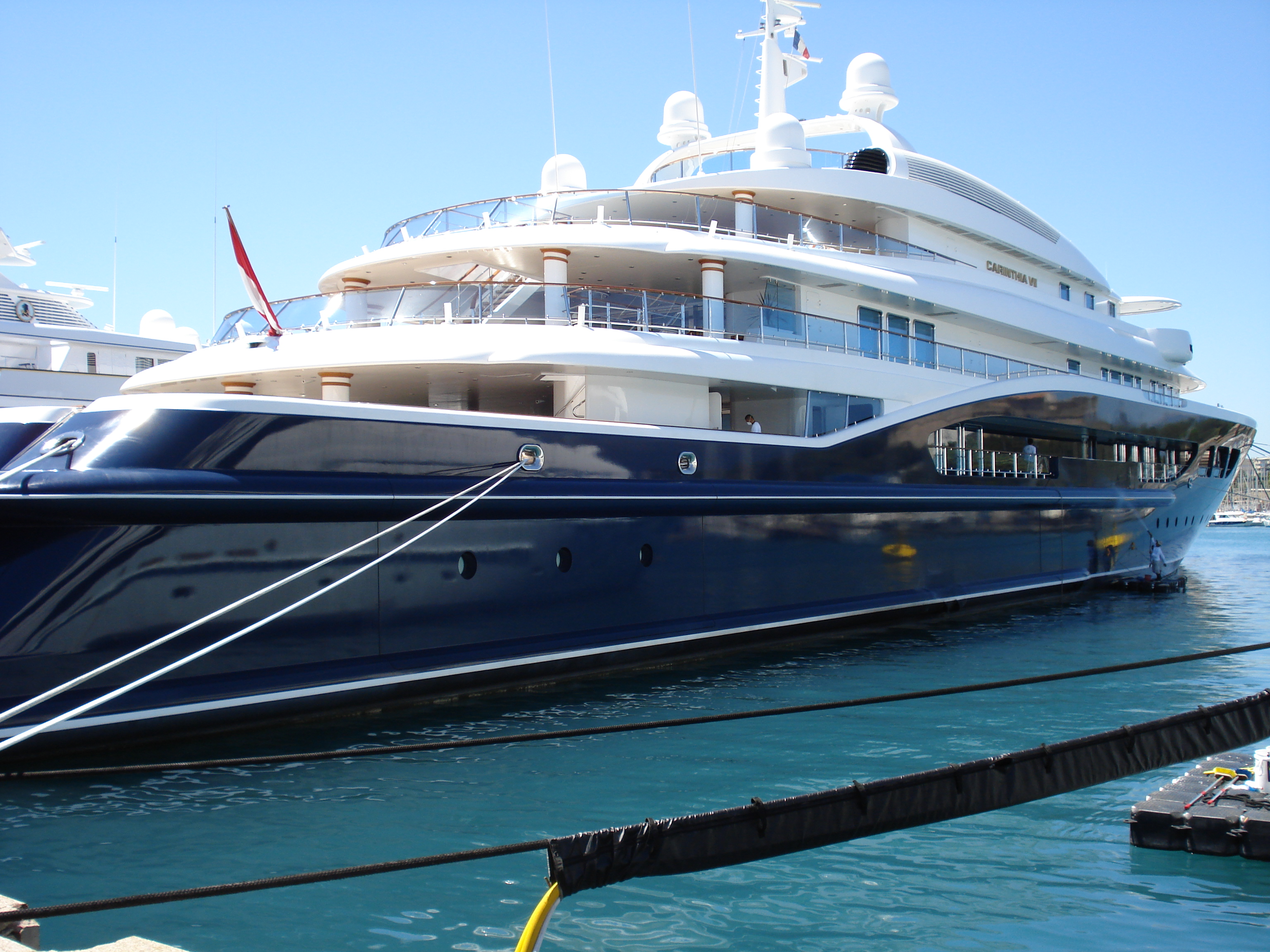
Le Carinthia VII, successeur du Carinthia VI
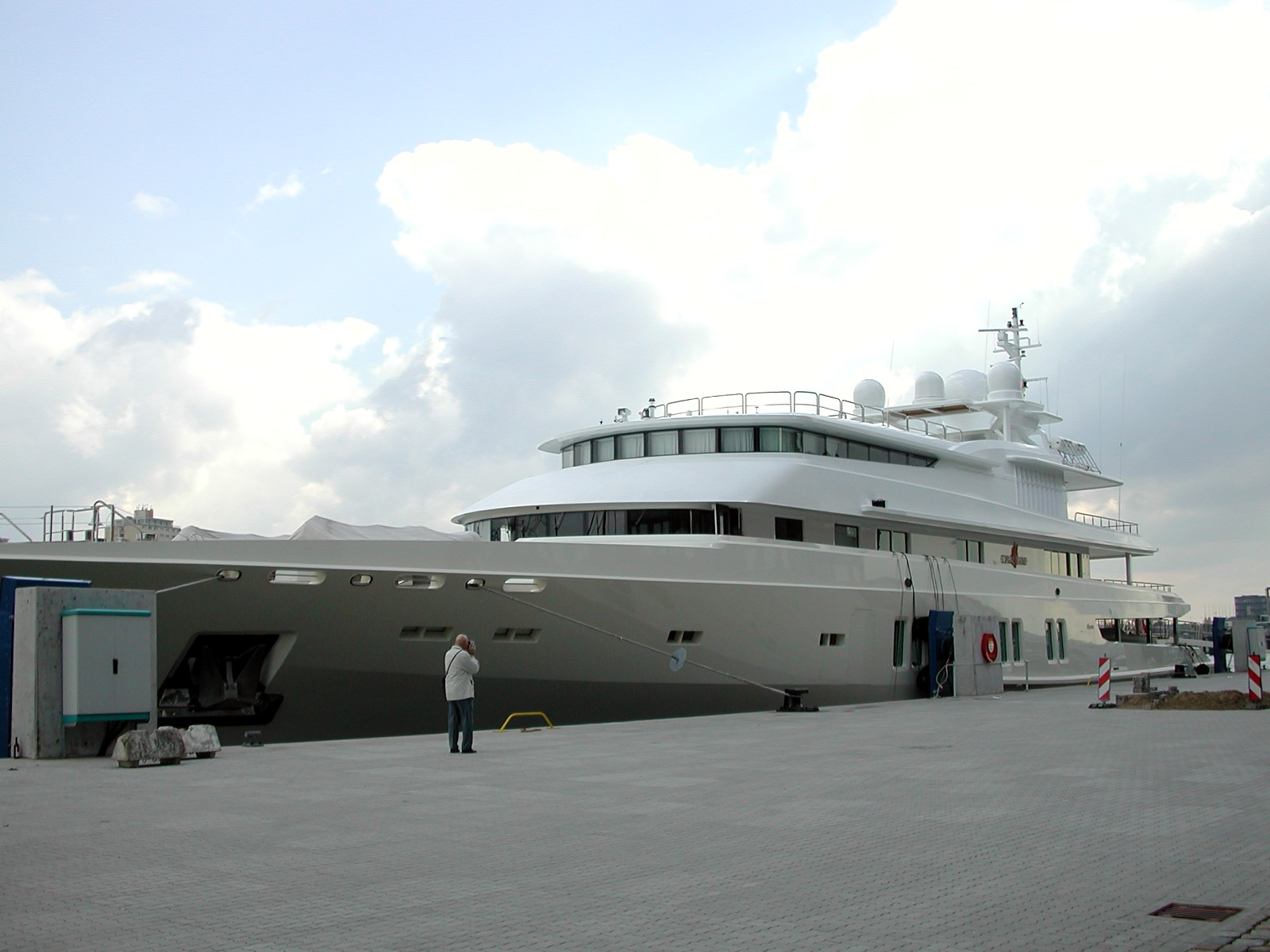
Coral Ocean (ex Coral Island), construit en 1994

Navires militaires

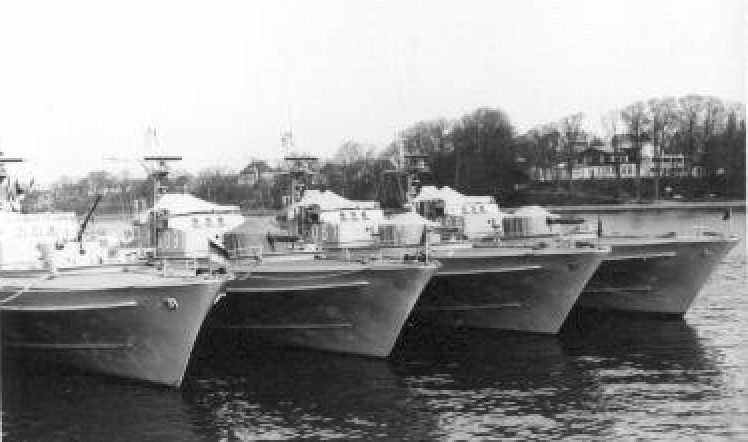
Vedettes rapides d'attaque Classe Jaguar
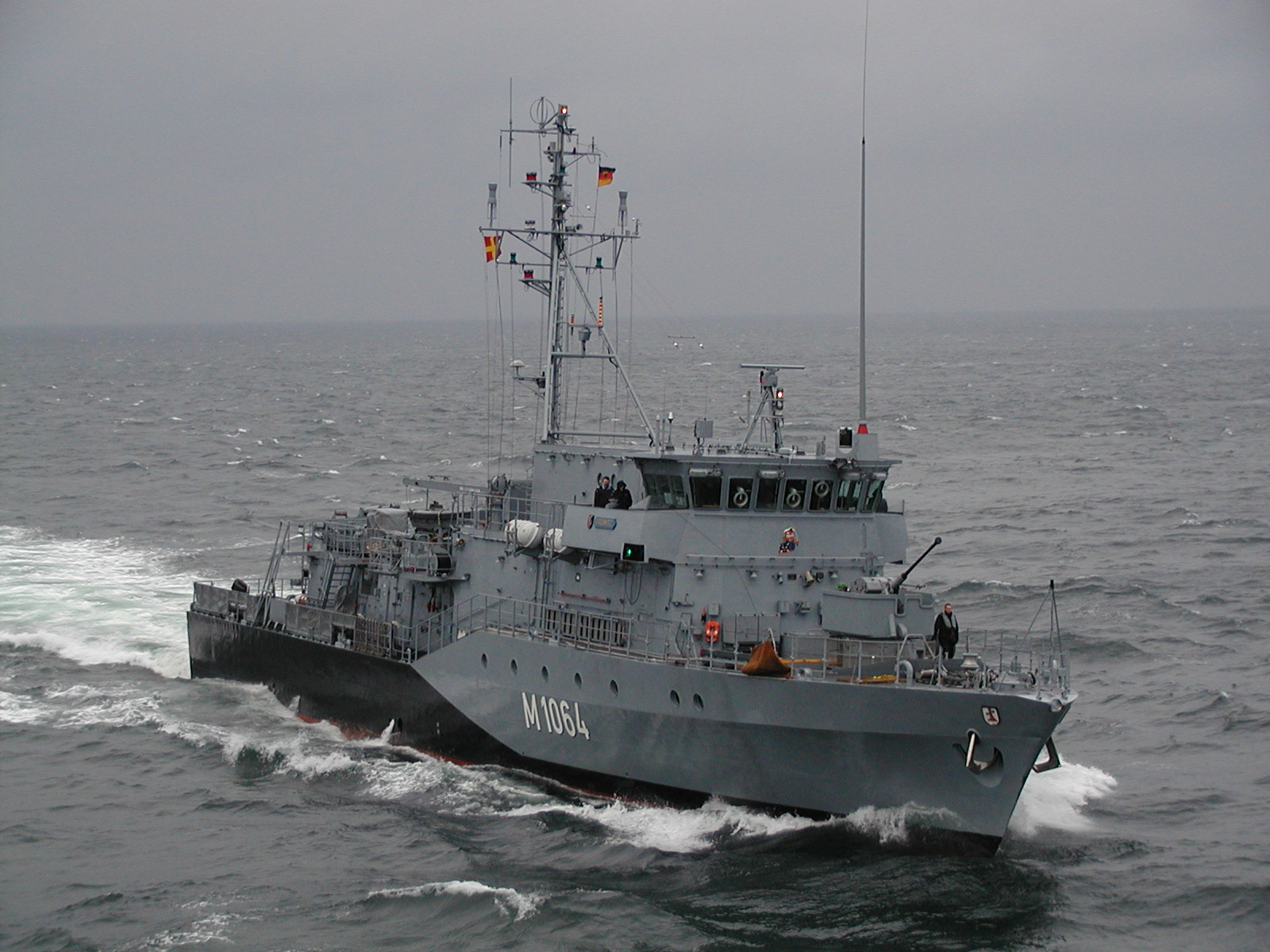
Classe Frankenthal
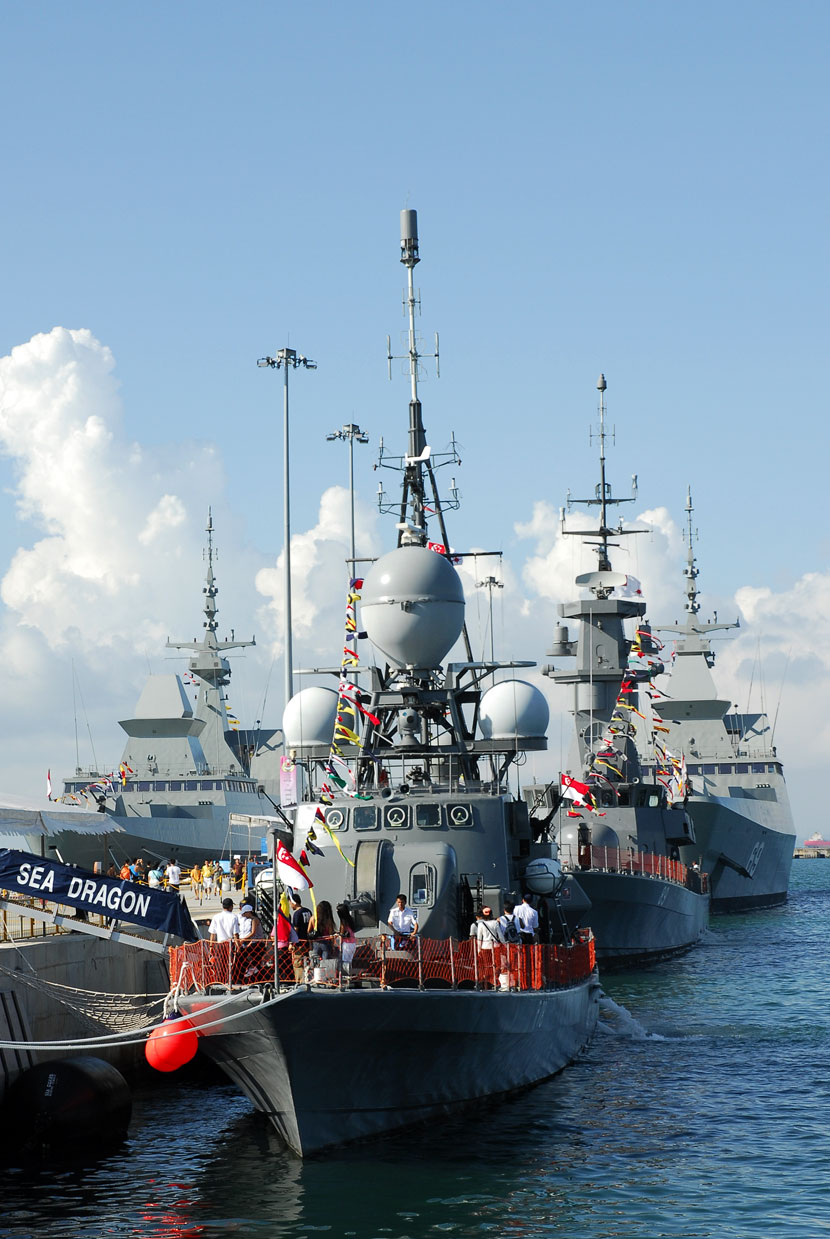
Classe Seawolf (design Lürssen TNC 45)

## Sources
www.lurssen.com 
- (en) Cet article est partiellement ou en totalité issu de l’article de Wikipédia en anglais intitulé « Lürssen » (voir la liste des auteurs).